# Flughafen Calais-Dunkerque

i7
i11
i13
Die Aéroport de Calais-Dunkerque (IATA-Code: CQF, ICAO-Code: LFAC) ist ein Flughafen in Frankreich. Der Flughafen liegt in der Region Hauts-de-France im Département Pas-de-Calais auf dem Gebiet der Gemeinde Marck etwa sieben Kilometer nordöstlich von Calais und 30 Kilometer westsüdwestlich von Dunkerque/Duinkerke. Der Flughafen dient im Wesentlichen der Allgemeinen Luftfahrt.

## Geschichte

### Bis 1939
Die Fliegerei im Raum Calais begann 1902 auf einer Wiese bei Marck, die den ersten Fliegern als Übungsgelände im Hinblick auf die avisierte Überquerung des Ärmelkanals diente, was Louis Blériot schließlich am 25. Juli 1909 gelang.
Der erste Flugplatz von Calais, der Aérodrome du Beau-Marais wurde offiziell schließlich am 12. September 1913 eröffnet. Während des folgenden Ersten Weltkriegs diente der Flugplatz den Luftstreitkräften Belgiens und des Vereinigten Königreichs.
Im Jahr 1925 entstand die Idee, hier einen Verkehrsflugplatz zu etablieren. Den wenig erfolgreichen Flugbetrieb übernahm in Folge die örtliche IHK, Chambre de Commerce de Calais.
Ein neuer Anlauf erfolgte 1937, als der neue Flugplatz Calais-Marck am heutigen Standort entstand.

### Zweiter Weltkrieg
Im Zweiten Weltkrieg wurde der Flugplatz während der deutschen Besatzung durch die Luftwaffe genutzt. Das Areal wurde durch die Deutschen ausgebaut, inklusive einer heute noch existierenden Betonpiste, die jedoch nicht mehr genutzt wird. Während der Luftschlacht um England waren hier die ersten beiden Gruppen des Lehrgeschwaders 2, beide mit Messerschmitt Bf 109E, stationiert. Die I. (Jagd-)Gruppe (I. (Jagd)/LG2) lag hier von Ende August bis Anfang November 1940 und die II. (Schlacht.) Gruppe (II. (Schlacht)/LG2) von Anfang September 1940 bis Ende März 1941. Im Rahmen des Unternehmens Cerberus flog hier Mitte Februar 1942 das Gros des mit Bf 109E/F ausgerüsteten Jagdgeschwaders 2 (JG 2) unter der Führung von Major Walter Oesau Geleitschutz für die schweren Einheiten der Kriegsmarine. Neben seinem Stab waren dafür die I. (I./JG 2) und II. Gruppe (II./JG 2) des Geschwaders kurzfristig nach Calais verlegt worden.
Während des Zweiten Weltkriegs existierte 15 km südwestlich des Flugplatzes, östlich der Gemeinde Caffier, ein Feldflugplatz. Der Feldflugplatz Caffiers wurde Mitte Juli 1940 für das Jagdgeschwader 26 angelegt. Dessen III. Gruppe (III./JG 26), ausgerüstet mit der Bf 109E, lag hier vom 21. Juli bis 10. November 1940 und flog von hier ihre Einsätze während der Luftschlacht um England, in den ersten Wochen unter dem Kommando von Major Adolf Galland. Eine sporadische Weiternutzung durch die Luftwaffe erfolgte bis ins Jahr 1942.
Zehn Kilometer nordöstlich des heutigen Flughafens gab es bei Oye-Plage, dort wo sich heute ein Naturreservat befindet, einen weiteren Feldflugplatz, der während der Luftschlacht um England von Ende August bis Mitte 1940 von der III. Gruppe des JG 2 (III./JG 2) genutzt wurde.

### Seit 1945
Nach Kriegsende dauerte es bis zum 4. Juli 1954, bis der Aéroport de Calais-Marck mit seinerzeit zwei Graspisten wieder eröffnet wurde. In den folgenden Jahren prosperierte die Verkehrsluftfahrt am Standort Marck. Verschiedene Fluggesellschaften verbanden Calais mit Zielen in England:
- April 1954: East Anglian Flying Services / Channel Airways eröffnete eine Linienverbindung von Southend-on-Sea, beflogen mit De Havilland DH.89 Dragon Rapide[1]
- Sommer 1955: Air Charter (UK) setzte von Southend aus die wesentlich größere Bristol 170 ein, die weiter nach Ostende verkehrte[2]
- April 1955: Channel Air Bridge begann, mit Bristol Superfreighters bis zu 6× täglich von Southend zu fliegen[3]
- 1955: Silver City Airways eröffnete eine neue Strecke vom Flughafen Lydd[4]
- 1964: Air Ferry flog vom Flughafen Manston ebenfalls mit Bristol Freighter nach Calais[5]
- 1964: British Air Ferries setzte auf der Strecke Bristol Freighter ein.[6]

Sein verkehrsreichstes Jahr verzeichnete der Flughafen 1961: in diesem Jahr stand er an vierter Stelle der Verkehrsstatistik aller französischen Flughäfen. In den folgenden Jahren schrumpfte der Linienverkehr und kam Ende der 1960er Jahre zum Erliegen; zwischen 1969 und 1995 besaß der Flugplatz nicht einmal eine eigene Flugkontrollzone.
Seither dient der Flugplatz der Allgemeinen Luftfahrt wie Geschäftsreiseverkehr, Luftsport und Flugschulung.

## Flugplatz Dunkerque-Mardyck
Dunkerque/Duinkerke besaß früher seinen eigenen Flugplatz, den Aérodrome de Dunkerque-Mardyck im Westen. Hier befinden sich heute Hafen- und Raffinerieanlagen.
Der Flugplatz entstand 1936 auf zunächst 72 ha Fläche und wurde durch den Club Aéronautique de Dunkerque genutzt.
Nach Ausbruch des Zweiten Weltkriegs wurde er von den französischen Luftstreitkräften übernommen, die ihn noch im Mai 1940 erweiterten. Hier liegender Haupteinsatzverband war mit kurzer Unterbrechung Anfang Mai von Mitte Januar bis Ende Mai 1940 eine Jagdgruppe (franz. die Group de chasse), die mit Curtiss Hawk 75 ausgerüstete GC I/4. Im April/Mai 1940 lagen hier zusätzlich die Morane-Saulnier MS.406 der GC II/6. Mit einer Beobachtungseinheit, der GAO 501 gab es hier ab Mitte November 1939 einen weiteren stationierten Verband, der hier zu Übungszwecken lag.
Der letzte hier stationierte alliierte Staffel war in der ersten Junihälfte die 1. Squadron der britischen Royal Air Force, deren Hawker Hurricane die Evakuierung des Britischen Expeditionskorps sicherte.
Nach dem Waffenstillstand im Westen nutzte die deutsche Luftwaffe den Flugplatz bis ins Jahr 1941, die hier eine 600 m lange Betonpiste sowie eine befestigte Rollbahn errichtete.
Während der Luftschlacht um England war Mardyck Stützpunkt von Messerschmitt Bf 109E-Jägern. Zwischen Ende August und Ende September 1940 lagen hier Stab und II. Gruppe des Jagdgeschwaders 2 (S. und II./JG 2), hinzu kam in den ersten zwei Wochen dieses Zeitraums die I. Gruppe (I./JG 2). Im Oktober übernahm das Jagdgeschwader 51 (JG 51) den Standort Mardyck. Hier lag zunächst bis Dezember die II. Gruppe (II./JG 51) und über den Monatswechsel November/Dezember zusätzlich der Stab. Später von Anfang Februar bis zum Monatswechsel Mai/Juni 1941 war hier erneut der Stab stationiert. Hinzu kam ab Mitte Februar 1941 noch die II. Gruppe (II./JG 51). Sie war bereits mit der Bf 109F ausgerüstet und verließ den Platz eine Woche nach dem Stab Richtung Osten.
Während der Luftschlacht um England gab es im einige Kilometer südwestlich des Flugplatzes Mardyck auch bei Peuplingues einen Feldflugplatz der Luftwaffe. Die II. Gruppe des JG 52 (II./JG 52) war hier zunächst im August zwei Wochen und später von Ende September bis Anfang November 1940 nochmals stationiert und über den Monatswechsel November/Dezember 1940 lag hier dann die III. Gruppe des JG 51 (III./JG 51).
Zwischen Mardyck und Peuplingues lag ein weiterer Feldflugplatz, Coquelles.
Wenige weiter südwestlich, nordwestlich der Gemeinde Pihen-lès-Guînes und östlich von Saint-Inglevert gab es 1940 noch einen Feldflugplatz, der zunächst zwischen Mitte Juni und Mitte Juli 1940 von der I. Gruppe des Lehrgeschwaders 2 (I. (Jagd)/LG2) genutzt wurde. An deren Stelle trat die I. Gruppe des Jagdgeschwaders 51 (I./JG 51), die hier bis in die zweite Novemberhälfte 1940 stationiert blieb. Der Geschwaderstab des JG 51 war ab Ende August hier ebenfalls bis Ende November 1940 stationiert und zwischen Ende September und Anfang November auch noch die II. Gruppe des Jagdgeschwaders 27 (II./JG 27). Hinzu kam im November 1940 auch noch 5. Gruppe der Aufklärungsgruppe 32 (5.(H)/32) mit einigen Hs 126.
Nach dem Krieg wurde der Flugplatz Calais-Mardyck instand gesetzt und zunächst wieder zivil genutzt, um schließlich 1967 geschlossen zu werden.